# 울티마 VIII: 페이건
《울티마 VIII: 페이건》은 오리진 시스템스가 제작한 1994년 롤플레잉 비디오 게임이다. 《울티마》 시리즈의 여덟 번째 본편으로, MS-DOS 플랫폼으로 개발돼 1994년 3월 15일 출시됐다.
《울티마 VII 파트 2》에서 배틀린의 패배 후, 가디언이 아바타를 자신이 정복한 세계 '페이건'으로 추방하는 것으로 이야기가 시작한다. 아바타의 선이 닿지 않고 전혀 다른 마법과 괴물이 존재하는 페이건에서 탈출하는 것이 목표이다. 《울티마 VIII》은 개발 중에 난항을 겪어 리처드 개리엇의 본래 계획과 상당히 다른 작품으로 탄생했다. 플랫폼 게임 요소를 도입하고 파티 기반 전투를 제거한 것이 특징이다.
발매와 동시에 목소리를 추가하는 애드온 '스피치 팩'이 발매됐으며, 이는 이후 CD-ROM으로 발매된 완전판에 같이 동봉돼 재출시됐다. 본래 게임 내 새 임무를 추가하는 확장팩 《잃어버린 계곡》이 발매될 예정이었으나 본편의 흥행부진으로 취소됐고 이후 데이터가 영구소실됐다. 2012년에 GOG.com, 2015년에 오리진으로 재출시됐다.

## 반응
〈컴퓨터 게이밍 월드〉는 1994년 6월 기사에서 "아바타와 세계 간의 상호작용은 《페르시아의 왕자》을 닮았다"라며 게임 내에서 축소된 환경, 동료의 부재, 다른 마을로의 이동 부재 등을 지적했다. 해당 잡지는 액션 게임 애호가들은 만족할 것이라 했지만 전통 RPG러와 기존 아바타들은 그렇지 않을 것이라 예측했다.

## 참조

### 주해
1. ↑  영어: Ultima VIII: Pagan
2. ↑  영어: The Lost Vale